# Valaquia morava
La Valajia Morava (en checo: Moravské Valašsko, o simplemente Valašsko;  ) es una etnoregión montañosa ubicada en la parte más oriental de Moravia en la República Checa, cerca de la frontera con Eslovaquia, aproximadamente centrada en las ciudades de Vsetín, Valašské Meziříčí y Rožnov pod Radhoštěm. El nombre Valaquia solía aplicarse a todas las tierras altas de Moravia y la vecina Silesia, aunque en el siglo XIX un área más pequeña pasó a definirse como Valajia etnocultural de Moravia. El dialecto tradicional representa una mezcla de elementos de las lenguas checa y eslovaca, y tiene un léxico distinto de origen rumano relacionado con la economía pastoril de las tierras altas. El nombre proviene del término " Valach ", pastor en checo y eslovaco. 
La región de la Valajia Morava data de la Baja Edad Media y tiene el museo al aire libre más grande y antiguo de Europa Central: «Valašské muzeum v prířodě». Está actualmente sobre la República Checa.

## Geografía y antropología

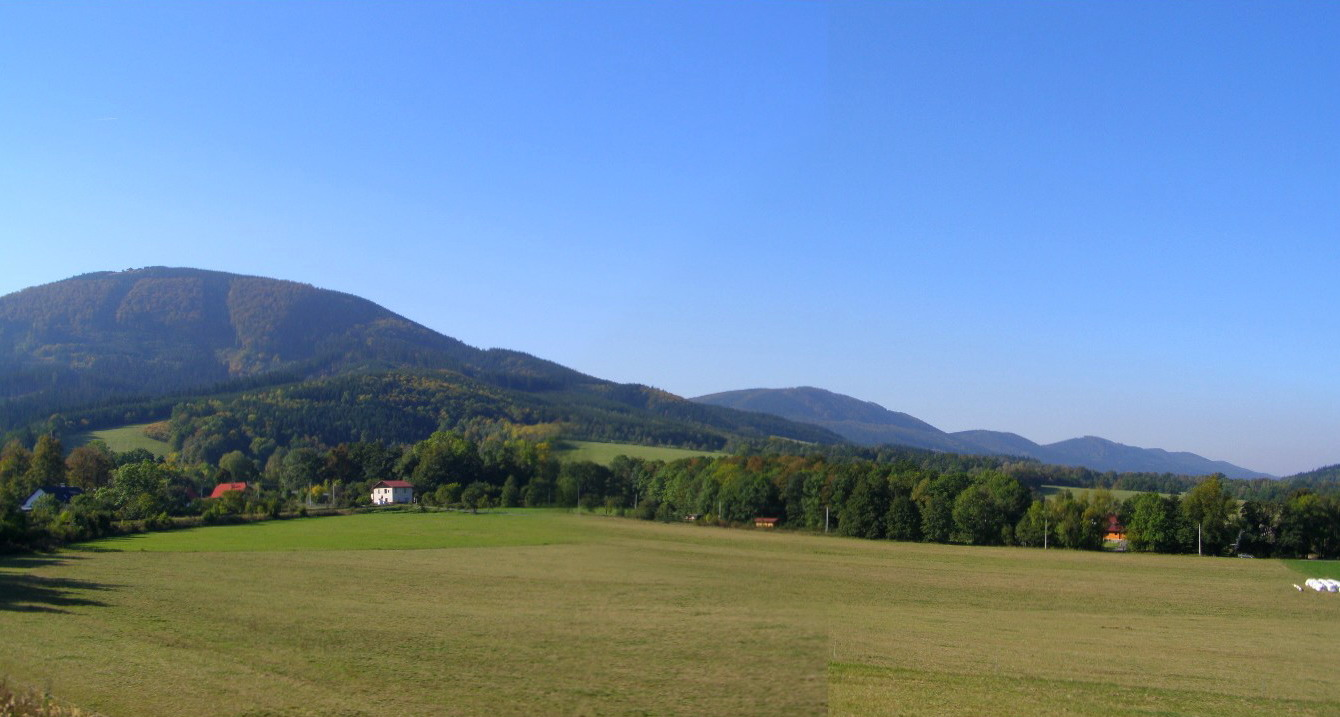
Colinas de Veřovice, paisaje típico de Valaquia.

La Valaquia Morava se configura como una región montañosa que ocupa la porción más oriental de Moravia, República Checa, contigua a la frontera eslovaca. Su ubicación central se encuentra aproximadamente en las ciudades de Vsetín, Valašské Meziříčí y Rožnov pod Radhoštěm. Esta demarcación geográfica constituye una integral pertenencia a la cadena montañosa de los Cárpatos Occidentales.

### Cultura

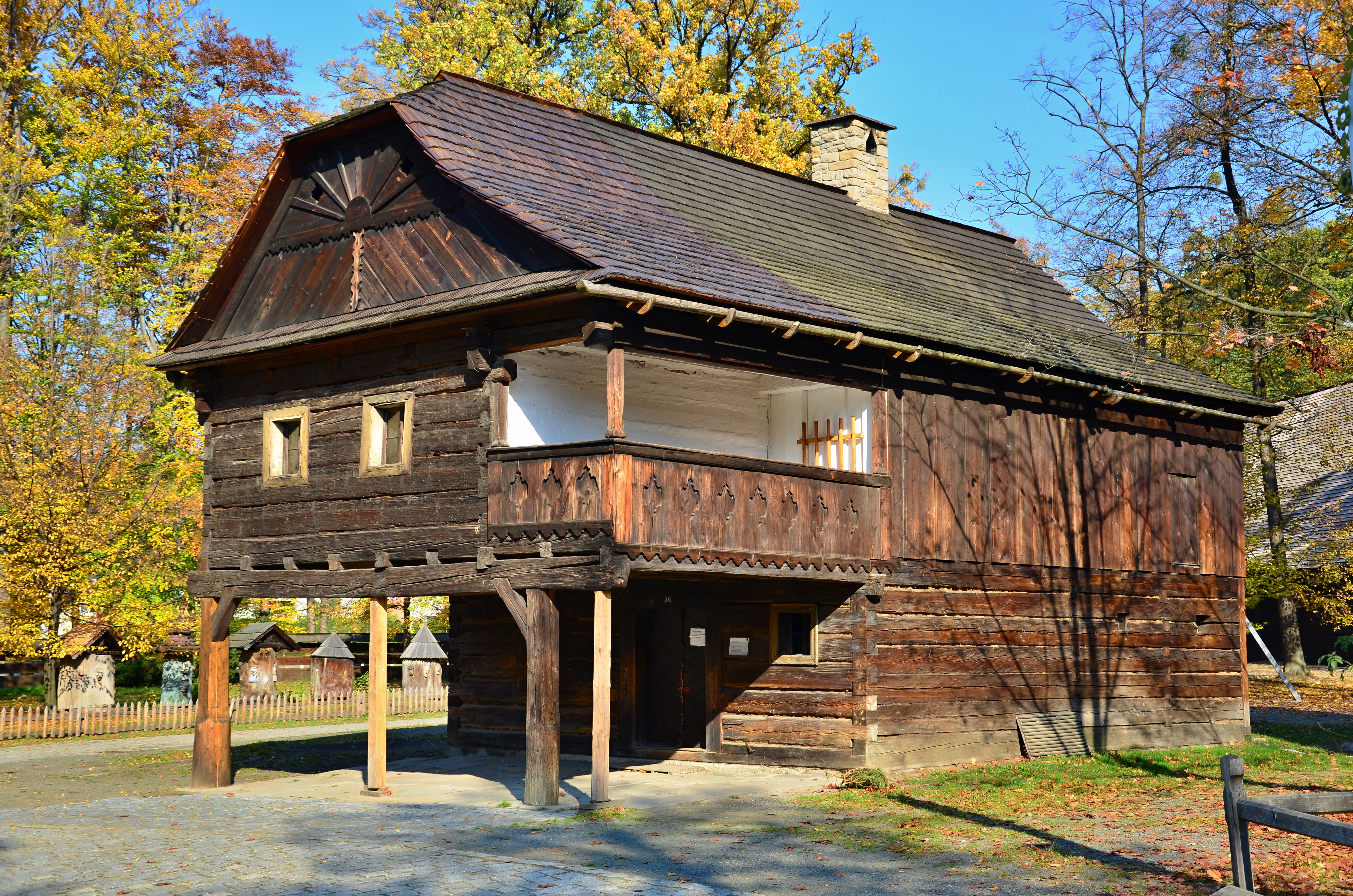
Arquitectura vernácula valaca: museo al aire libre (skansen) en Rožnov pod Radhoštěm.

La población de esta región ha mantenido históricamente una tradición pastoril. Aunque la cría de animales ha estado vinculada durante mucho tiempo a la agricultura practicada en las tierras bajas circundantes de los Cárpatos occidentales, los valacos introdujeron métodos y rituales únicos relacionados con el cuidado de ovejas y cabras. Asimismo, introdujeron la práctica del pastoreo en las tierras altas, haciendo hincapié en la producción de leche y queso, especialmente el "bryndza". Términos específicos, como "košár" o "kotár" para referirse al recinto para ovejas, "čutora" para la botella de agua, "fujara" para la flauta de pastor con un sonido melancólico característico, "koliba" para la cabaña de pastores y "bača" para el jefe de pastor, han sido incorporados al lenguaje local. La vestimenta tradicional "valaca" sigue siendo un elemento significativo en la etnografía de la República Checa, Eslovaquia y Polonia. Se sostiene que la música regional ha sido influenciada por los valacos, como se evidencia en las Danzas Lachianas; sin embargo, también representa una animada amalgama local de las culturas musicales eslovaca, checa, alemana y polaca en los Tatras y el valle de Morava.

## Historia

### Origen
No ha sido establecido exactamente por qué y cuándo se produjeron las migraciones valacas a las regiones actuales de la República Checa y Eslovaquia. Según Lozovan, los valacos eran inicialmente pastores trashumantes, cristianos ortodoxos y de habla romance, originarios de Transilvania.
Kamusella señala que los valacos emigraron a lo largo de los Cárpatos hasta Moravia entre los siglo XIII y XVIII y que la mayoría conservó el cristianismo ortodoxo, pero fue eslavizado en el proceso.
La herencia cultural distintiva también se refleja en los estudios genéticos del cromosoma Y, ya que los valacos de Moravia se parecen más a grupos balcánicos aislados, como los arrumanos, que a las poblaciones de Europa central aledañas.

### Período moderno temprano

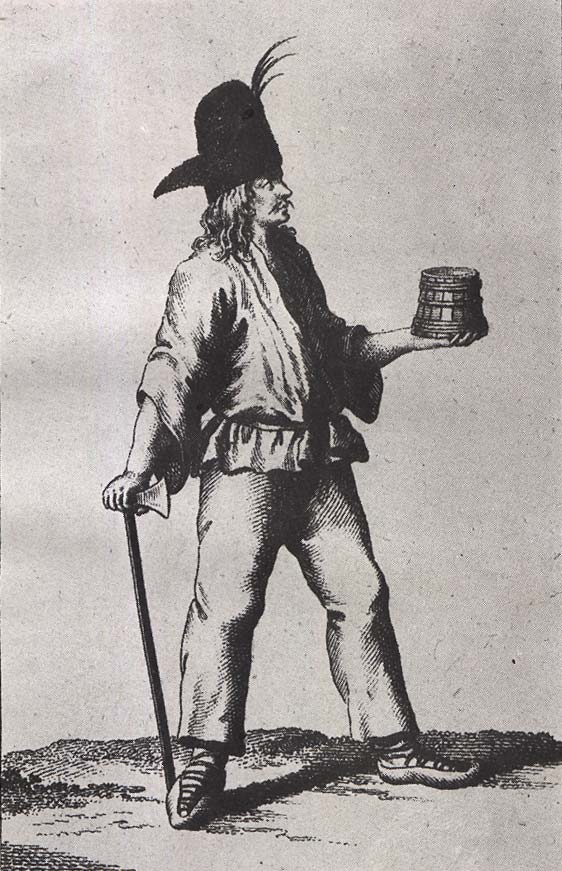
Valaco moravo de Brumov, 1787

Durante la Guerra de los Treinta Años (1618-1648), los valacos del este de Moravia se sublevaron exitosamente contra el dominio de los Habsburgo en el período comprendido entre 1620 y 1623. Inicialmente respaldados por los rebeldes húngaros protestantes, los valacos lograron controlar toda Moravia al este del río Morava en 1621. Sin embargo, sufrieron una derrota en 1623, seguida de una serie de ejecuciones públicas. A pesar de ello, renovaron sus ataques a finales de 1623 y, en particular, vencieron a un contingente polaco en marzo de 1624. Entre 1625 y 1630, los ejércitos de Habsburgo y Dinamarca atravesaron repetidamente Moravia. Los valacos se aliaron con los daneses y más tarde con los suecos. Tras la retirada danesa en 1627 y la retirada sueca en 1643, los Habsburgo finalmente derrotaron a los valacos en 1644.

### Periodo moderno
Desde al menos mediados del siglo XVIII, la población de Valaquia de Moravia se autodenominaba valaca. En ese periodo, en alemán, la comunidad era conocida como "die Wallachey". En este contexto, el término "Ualachy" (Vlahi) fue sustituido por "Ualassko" (Valasko). Esta nueva denominación definía al valaco moravo como un pastor, subrayando que el término no guardaba relación alguna con los rumanos. Asimismo, se destacaba que el dialecto incluía elementos de los dialectos polaco y eslavo oriental.
En 1866, Hyde Clarke informó que los moravos veían a los valacos moravos (valacos) como una "raza alienígena", pero de habla eslava. Tenían hábitos y vestimenta característicos.

## Gente notable
- Leoš Janáček, famoso compositor musical
- Milán Baroš, jugador de fútbol
- Jan Antonín Baťa, empresario, zapatero (Bata Shoes)
- Tomáš Baťa, zapatero
- Tomáš Berdych, tenista profesional
- Radoslav Brzobohatý, actor checo
- Ota Filip, novelista, periodista, publicado en checo y alemán
- Bohuslav Fuchs, pionero de la arquitectura moderna
- Alois Hába, compositor
- Markéta Irglová, cantautora, ganadora del Premio de la Academia
- Boleslav Polívka, actor
- Tom Stoppard, autor y dramaturgo británico
- Ivana Trump, mujer de negocios estadounidense, exesposa de Donald Trump
- Mirek Topolánek, ex primer ministro checo
- Ludvík Vaculík, escritor checo y coautor de Carta 77 (con Jan Patočka y Václav Havel )
- Emil Zátopek, corredor de larga distancia mejor conocido por ganar tres medallas de oro en los Juegos Olímpicos de Verano de 1952 en Helsinki